# کورتوخ ۹۶۸۵
سیارک ۹۶۸۵ (به انگلیسی: 9685 Korteweg، نامگذاری:4247P-L) نه هزار و ششصد و هشتاد و پنجمین سیارک کشف شده‌است که در ۲۴ سپتامبر ۱۹۶۰ کشف شد.
قدر مطلق سیارک برابر ۱۴٫۴۰ است.